# Cemevi
Cemevi (por vezes grafado Djemevi) é um termo turco que pode traduzir-se literalmente como "casa de encontros" (do árabe jam=cem=encontro público e ev=casa). As cemevis são locais de importância fundamental para os seguidores dos alevitas do ramo bektashi e para as suas tradições. Não são locais de culto no sentido estrito do termo, pois o seu aspeto mais marcante é o de reunião (cem).
Historicamente, as cems tinham lugar ao ar livre, usando-se candeeiros e tochas para iluminar o local quando escurecia. Era frequente que pessoas de locais próximos se reunissem numa cem para tomar uma refeição coletiva, para a qual os participantes levavam comida que distribuíam durante a refeição. Atualmente alguns desses costumes ainda são preservados. Os ritos das cems são conduzidos e participados conjuntamente por homens e mulheres.
A estrutura dos cemevis com as características e ritos atuais deve muito à tradição bektashi em particular e a várias correntes históricas da cultura alevita. A urbanização de muitos alevitas trouxe mudanças à conceção das cems. Nas cidades maiores da Turquia de hoje, as cemevis são edifícios multifuncionais onde tem lugar uma ampla variedade de atividades culturais. Devido ao secularismo estrito do estado e a alguma discriminação em relação aos alevitas, é problemático estabelecer uma cemevi, o que tem como consequência que a fundação duma cemevi adquira dimensões políticas e requeira ação de lobby caso a caso.
Além de local de culto e de reunião, uma cemevi é também um espaço de ensino, não só religioso, mas também de música (nomeadamente de saz), de semah (a dança ritual cuja variante mais conhecida é a dos "dervixes rodopiantes") e de outros temas, como informática ou línguas. Nas cemevis das comunidades imigrantes turcas na Europa Ocidental, é usual que alguns dos cursos sejam ministrados em línguas locais.
No passado as cemevis tinham também funções de tribunais. No Império Otomano cada comunidade religiosa tinha a sua própria jurisdição autónoma a que podia recorrer se não se quisesse submeter à lei islâmica. O secularismo da república acabou com essa situação, embora algumas disputas mais simples ainda possam ser decididos nas cemevis de forma mais ou menos informal, sem qualquer suporte legal reconhecido pelo estado. Nas cemevis realizam-se também casamentos de casais que queiram mais que uma cerimónia civil.
A maioria sunita da Turquia considera as comunidades alevitas como muçulmanos de facto, uma visão que é partilhada por grande parte dos alevitas. No entanto, há uma certa rivalidade entre as duas comunidades religiosas, as maiores da Turquia, mais acentuada entre os membros mais ortodoxos de ambos os lados, havendo sunitas e alevitas que consideram que os últimos não são muçulmanos. Por outro lado, é relativamente frequente ver o alevismo classificado como um ramo do Xiismo.
Na tradição alevita, não há lugares mais sagrados que outros e as cems podem ser realizadas em qualquer lugar exceto cemitérios. Em Londres há uma cemevi numa antiga sinagoga e em Berlim uma antiga igreja foi transformada em cemevi. Para os alevitas, uma cem pode inclusivamente ser realizada numa sinagoga, igreja ou mesquita ainda ativa, desde que não o culto nesses locais não seja importunado nem importune as atividades da cem. Tradicionalmente, as aldeias alevitas não tinham mesquitas, uma situação que tem vindo a mudar, existindo atualmente muitas aldeias alevitas com mesquitas construídas pelo estado com clérigos muçulmanos pagos pelo estado. Segundo alguns, a intenção do estado é que os alevitas sejam progressivamente assimilados pelas correntes dominantes do Islão. Esta situação, aliada à educação religiosa obrigatória nas últimas décadas, tem provocado reações adversas nos alevitas, pois os ensinamentos oficiais apresentam uma interpretação ortodoxa da fé contrária à tradição alevita e frequentemente exclui as práticas e ensinamentos alevitas.